# 노스케스티븐

노스케스티븐의 위치

노스케스티븐(영어: North Kesteven)은 잉글랜드 링컨셔주에 위치한 비도시 자치구로 중심 도시는 슬리퍼드이며 인구는 111,046명(2014년 기준), 면적은 922.5km2이다.